# Dan M. Knudsen
Dan Michael Knudsen (ur. 1962) – duński polityk, który pełni obecnie funkcję Królewskiego Administratora Wysp Owczych, od 1 stycznia 2008 roku. Jest odpowiedzialny za spójność praw wynikających z Zasady Samostanowienia oraz praw duńskich. Co roku musi zdawać duńskim władzom raport o stanie społeczeństwa Wysp Owczych.

## Kariera polityczna i wykształcenie
Uzyskał tytuł magistra ekonomii społecznej na Uniwersytecie Południowej Danii w Odense, w roku 1997.
W latach 1997–2000 był szefem komisji w Departamencie Finansów Parlamentu Wysp Owczych, a następnie w Biurze Królewskiego Administratora Wysp Owczych w okresie od 2001 do 2005 roku. Kiedy Birgit Kleis została zastąpiona przez Sørena Christensena został na okres 2005–2007 konsultantem Królewskiego Administratora Wysp Owczych.
1 stycznia 2008 roku mianowano go Królewskim Administratorem Wysp Owczych.
16 kwietnia 2014 został odznaczony krzyżem kawalerskim I klasy Orderu Danebroga.